# 鈴木健二の人間テレビ
『鈴木健二の人間テレビ』（すずきけんじのにんげんテレビ）は、1989年4月2日から同年9月24日まで日本テレビ系列局と当時フジテレビ系列に属していた山形テレビ（YTS）で放送されていたトーク番組である。読売テレビとNEXUSの共同製作。全16回。

## 概要
司会の鈴木健二が各回のゲストとともにトークをしていた番組で、毎回トークのテーマを人間に定めて行われていた。鈴木が1988年にNHKを退職して以来の、初の民放司会番組となった。その他のレギュラーとして松居直美も出演していた。
放送時間は毎週日曜 19:00 ‐ 19:30 （日本標準時）だったが、プロ野球ナイター中継がある日には放送を休止していた。鈴木は、視聴率不振による番組打ち切りとナイター偏重による度重なる放送休止（後述の通り「3週連続ナイター」が2回）に激怒し、最終回収録をボイコットして番組スタッフに「低視聴率は当初より予想されたもの。それが半年で打ち切り。局、代理店との信頼関係が崩れた今、番組を続けることは不可能だ」との「怒りのメッセージ」を配布した。ただし、鈴木はプロ野球・読売ジャイアンツファンであり、『巨人が強けりゃ文句なし！』『巨人が強けりゃこの世は極楽！』などの著書もある。
それ以来、鈴木はテレビ番組への出演率が激減した。鈴木不在の最終回では総集編「面白ハイライト集」が放送された。

## テーマ・ゲスト
| 回数 | 放送日  | テーマ           | ゲスト             |
| ---- | ------- | ---------------- | ------------------ |
| 1    | 4月2日  | 呪い             | ケント・デリカット |
| 2    | 4月9日  | 怒る             | 蜷川幸雄           |
| 3    | 5月7日  | 遊び             | 三宅裕司           |
| 4    | 5月14日 | 洗う             | 喜多嶋舞           |
| 5    | 5月21日 | 探す             |                    |
| 6    | 5月28日 | 走る             |                    |
| 7    | 6月11日 | 選ぶ             |                    |
| 8    | 6月25日 | 愛する           | 春風亭小朝         |
| 9    | 7月2日  | 顔               |                    |
| 10   | 7月9日  | ご飯             |                    |
| 11   | 7月23日 | 占う             | 泉アツノ           |
| 12   | 7月30日 | 水着             |                    |
| 13   | 8月6日  | だます           | 高見恭子           |
| 14   | 8月13日 | 電話             |                    |
| 15   | 9月10日 | 待つ             |                    |
| 16   | 9月24日 | 面白ハイライト集 | 面白ハイライト集   |

参考：『読売新聞縮刷版』読売新聞社、ラジオ・テレビ欄頁。